# Élections municipales sénégalaises de 2009
Les élections municipales sénégalaises de 2009  sont les  élections locales de 2009  qui visent à procéder à un renouvellement des conseils municipaux des communes sénégalaises pour cinq ans.
L'opposition remporte les grandes villes.

## Contexte
Les élections municipales sénégalaises de 2009 se sont tenues le 22 mars 2009 où la Coalition  Sopi 2009 et la Coalition de l'opposition Benno Siggil Senegaal composée de trente-cinq partis se sont opposés.

### Organisation
L'organisation des élections est sous la tutelle du ministre de l'Intérieur qui est chargé de l'organisation matérielle des élections politiques et également de la préparation et du suivi du droit électoral, de la Commission électorale nationale chargée de l’organisation, de la supervision et de la proclamation provisoire des résultats. D’autres institutions interviennent certes  dans le processus électoral mais à un degré moindre. Il s’agit essentiellement du Conseil constitutionnel, de la Cours d’Appel de Dakar (CAD) et du Conseil National de Régulation de l’Audiovisuel (CNRA).

### Politique
Les élections locales de 2009 sont marquées par la victoire de l'opposition regroupée au sein du Benno Siggil Senegaal dans les grandes villes du pays à commencer par la capitale  Dakar. La coalition d'opposition Benno Siggil Senegaal ("S'unir pour un Sénégal debout" en ouolof) a gagné dans des villes comme Dakar et sa banlieue, Saint-Louis, Louga (nord), Fatick et Diourbel (centre), Mbour (ouest), selon l'Agence de presse sénégalaise (APS, publique), citant des commissions départementales de recensement des votes,.